# Natatolana pellucida
Natatolana pellucida är en kräftdjursart som först beskrevs av Tattersall1921.  Natatolana pellucida ingår i släktet Natatolana och familjen Cirolanidae.
Artens utbredningsområde är havet kring Nya Zeeland. Inga underarter finns listade i Catalogue of Life.